# 海口中学
海口中学是一所位于海南省海口市的民办学校，拥有幼儿园，小学，初中，高中三个部分。学校前身是创办于1999年的海口双岛学园，2008年1月海口双岛学园更名为湖南师大附中海口中学，2015年9月湖南师大附中海口中学正式更名为海口中学

### 教职工与学生
学校有教职工700余名、学生6200余名。

### 荣誉
- 2020年12月25日，清华大学向海口中学授予“清华大学优质生源中学”荣誉称号。
- 2022年 1月4日，被海南省教育厅评为“省一级学校”。